# Marge Simpson
Marjorie "Marge" Bouvier Simpson (röst av Julie Kavner), är en av huvudfigurerna i den animerade tv-serien Simpsons.
Marge är ca 36 år gammal (uppgifterna varierar i olika avsnitt), hon föddes i Capital City, den 1 oktober (samma som Randy Quaid), dock påstår hon i ett avsnitt att hennes födelsedag är i maj. Hon är gift med Homer och tillsammans har de barnen Lisa, Bart och Maggie Simpson. Hon är syster till tvillingarna Patty och Selma och dotter till Clancy Bouvier och Jacqueline Bouvier. Hennes stora hår utmärker henne i staden Springfield. Hon fördriver dagarna med att städa i hemmet. I vissa avsnitt är hon lite av en akrobat.
Hon har varit förälskad i Artie Ziff.

## Biografi
Marges första kärlek var "Elvis Jagger Abdul-Jabbar" som hon träffade på ett tjejläger. Elvis krossade Marges hjärta då han inte kom till deras andra dejt. Marge vågade därefter inte lita på pojkar innan hon började i High School. Elvis var egentligen Homer som hon blev förälskad i då de båda gick på Springfield High School där hon jobbade på skoltidningen.
Efter High School fortsatte Marge att studera på Springfield University och flyttade med Homer till Springfield Place. Under studieperioden gjorde hon slut med Homer efter att hon blivit förälskad i sin magister Augst, men bestämde sig för att stanna hos Homer sedan Augst motsatt sig äktenskap.
Efter studieperioden flyttade Marge till sitt barndomshus och började jobba som servitris, medan hennes pojkvän Homer började jobba på minigolfbanan Sir Putts-A-Lot. Hon jobbade också som porträttfotograf. Efter ett besök på bion besökte Homer och Marge Sir Putts-A-Lot, där de hade sexuellt umgänge och Bart blev till. Efter att Homer fick reda på att hon var gravid gifte de sig på Shotgun Pete's 24 Hour Wedding Chapel och Marge slutade som servitris och blev hemmafru.
Efter giftermålet flyttade de in en lägenhet, när Lisa föddes behövde de en större bostad. För att ha råd med en egen villa lånade de pengar av Homers far Abraham Simpson. 

## Karaktär
Marge är en stereotyp mor, och spelar den "tålmodiga hustru" som tål alla upptåg som hennes barn och hennes man gör. Hon är kvinnan i Springfield som är känd som gift med mannen som inte jobbar och kvinnan som skänker mest blod. Hon brukar acceptera familjens problem med ett gott humör, men i Homer Alone (säsong tre), fick hon ett mentalt sammanbrott av all stress. Marge har i ett flertal avsnitt berättat om sitt äktenskap med Homer och att deras äktenskap ibland har varit skakigt. Marge har även lämnat Homer eller kastat honom ut ur huset vid flera tillfällen, men hon har alltid återvänt. En av de första avsnitten som skildrar detta är Secrets of a Successful Marriage (säsong 5), när Homer börjar undervisa en i vuxenutbildning om hur man bygger ett framgångsrikt äktenskap. För att skapa intresse för klassen börjar han berätta om Marges sexliv. Då Marge upptäcker det kastar hon ut honom ur huset. Dagen efter försöker Homer bli förlåten och Marge förstår att hon verkligen behövs för Homer. I avsnittet Life on the Fast Lane (säsong ett), blir hon förälskad i sin bowlinglärare Jacques, men bestämmer sig för att stanna hos Homer.
Marge är en omtänksam och förstående förälder till Bart, men hon uppskattar inte hans upptåg. I Marge Be Not Proud (säsong sju), upptäcker hon att hon vaktar Bart för mycket och undviker honom efter att han snattat. I början av avsnittet protesterade Bart över Marges övervakning av sina barn, men Bart uppskattar senare inte att Marge undviker honom. Marge kallar honom sin "special little guy (speciella lilla kille)". Marge har en god relation med Lisa och umgås en hel del med henne. På dagarna tar Marge främst hand om Maggie, men har fått henne att bli alltför klängig och beroende av Marge. I Midnight Towboy (säsong 19), anställer Marge en expert för att Maggie ska bli mer självständig. Maggie blir så självständig att Marge saknar behovet att hjälpa Maggie. I slutet av avsnittet erkänner dock Maggie att hon fortfarande är beroende av Marge. Marge umgås ofta med sin mor Jacqueline, och sina systrar Patty och Selma. De uppskattar dock inte Homer." Marges far Clancy har bara haft en talroll i två episoder. I "Fear of Flying" (säsong sex) får man reda på att Marge trodde att Clancy var pilot, men han var istället flygvärdinna. Detta ledde sedan till en flerårig flygfobi.
Marge har högre moral än de flesta andra rollfigurer och fick en gång Itchy & Scratchy att bli mindre våldsamt. Marge är medlem i stadskommittén inom "Moral Hygiene"., men har en gång hamnat i fängelset. Hon har ofta synpunkter på beslut i staden som ofta inte uppskattas av de andra invånarna. Marge är den enda familjemedlem som verkligen uppskattar kristendomen. I Homer the Heretic (säsong 4), struntar Homer att gå i kyrkan och då berättar Marge för honom: "Don't make me choose between my man and my God, because you just can't win. (Låt mig inte välja mellan min man och min gud, för du kan bara inte vinna.)" I Lisa the Skeptic (säsong nio), upptäcker Lisa ett "skelett" föreställande en ängel. Hon blir upprörd över hur vuxna människor kan tro på änglar och Marge säger att hon tror på änglar och tycker synd om Lisa. Lisa tycker istället synd om Marge.
Inom politiken Marge tillhör det demokratiska partiet, och röstar på Mary Bailey, och röstade på Jimmy Carter i båda hans presidentval.

## Design
Marge klär sig vanligtvis i en grön klänning som kostar 66 cent. Hon har långt blått hår, när hon var 17 år började hon bli gråhårig och började färga håret. Eftersom Marge färgar håret gjorde det att hon tappade minnet och glömde att hon färgade håret. När hon blev påmind provade hon under en period att vara gråhårig, men började snart färga håret igen. Hennes ögonfärg är melerad (eng. hazel, eg. "hassel[grön]"), och hon har en tatuering med texten "Homer Simpson" på "du vet vad". Hon har simhud mellan tårna och hennes skostorlek är i amerikanska mått 13, double A. Hon klär sig ofta i röda klackskor och är närsynt och behöver ibland glasögon. Under en period var hennes vigselring gjord av kandisocker. Hon har även haft en lökring som vigselring sedan hon fått lämna sin riktiga vigselring till indrivaren. I nyare avsnitt visar sig det att hon har en vanlig vigselring. Vanligtvis bär hon också ett rött halsband (hon äger flera stycken) som är en släktklenod. Hon har av misstag genomgått en bröstförstoring men har idag återfått sina naturliga bröst, och under hennes ungdom växte hennes bröst ett i taget. Hon har även blottat sig för invånarna i Springfield tre gånger, även om man inte visat något i rutan, det har även publicerats bilder med lättklädda foton på henne i en kalender och i tidningen Playboy som första seriefigur.

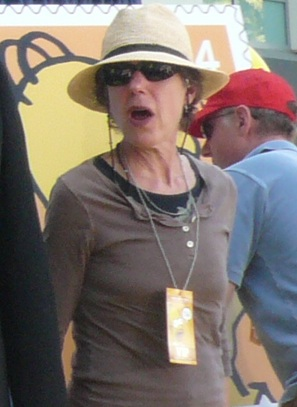
Julie Kavner gör Marges röst.

### Skapande
Hela familjen Simpson är utformade som att de skulle kännas igen i en siluett. Familjen har grova drag då Matt Groening bara lämnade grundläggande skisser till animatörerna, då han förutsatt att de skulle förbättra dem. När tecknarna ritar Marge, börjar de ofta rita en sfär, på samma sätt som Lisa och Maggie. Ögonen ritas ungefär i mitten av sfären, därefter tecknas näsan och läppen. Håret dras till toppen som ett långt rör som kommer ut ur sfären. Enligt Matt Groening var den ursprungliga idén bakom Marges hår att dölja hennes stora kaninöron. Skämtet var avsett att avslöjas i det sista avsnittet av serien, men skrotades tidigt.

## Röst
Rösten för Marge Simpson görs av Julie Kavner, som också gör rösterna till Marges mamma Jacqueline och hennes systrar Patty och Selma. Julie Kavner var en del av de medverkade i The Tracey Ullman Show och istället för att anställa flera nya skådespelare till rösterna för The Simpsons Shorts anlitades Dan Castellaneta och Julie Kavner till rösterna för Homer och Marge Simpson.
Julie Kavners kontrakt säger att hon aldrig får uppträda med rösten för Marge Simpson på video. Julie Kavner tar inspelningen på allvar men anser att röstskådespelare är "mer begränsande än vanliga skådespelare".
Till skillnad från Dan Castellaneta skiljer sig rösten för Marge Simpson bara något från hennes ordinarie. Hennes personliga favoriter är Patty och Selma eftersom "de är roliga och sorgliga på samma gång". I The Simpsons: Filmen, spelade hon in videomeddelandet till Homer Simpson över hundra gånger.
När Simpsons dubbades till svenska en kort period 1994 dubbades Marge av Lena Ericsson. I den svenska dubben av The Simpsons: Filmen dubbades hon i stället av Gunilla Orvelius.